# 坎岛鸭
，是雁形目鸭科的一种鸟类。

## 特征
坎岛鸭体重约499.09克，翼长约122毫米，嘴峰长约34毫米，喙宽度约11.9毫米，喙厚度约11.2毫米，跗蹠长约32.2毫米，尾长约72毫米。坎岛鸭在其分布区内为留鸟，其栖息在开放的湖泊、沼泽等湿地环境中，食性为肉食性，主要食物来源是水生动物。

## 分布
1975年在被认为已经灭绝的情况下于坎贝尔群岛被重新发现。